# Louis Robitaille (danseur)
Pour les articles homonymes, voir Louis Robitaille et Robitaille.
Louis Robitaille, né le 21 décembre 1957 à Montréal, est un danseur québécois.

## Biographie
En 1974, à l'âge de 16 ans, Louis Robitaille se joint à la Compagnie de danse Eddy Toussaint, où il pratique la danse et étudie sous la tutelle de divers professeurs, y compris les grands maîtres de ballet Olga Merinova et William Griffith.
En 1978, le jeune danseur est recruté par Les Grands Ballets Canadiens, qui, dans le cadre du programme établi pour célébrer le 20e anniversaire de la troupe, lui confie le rôle-titre d'Icare de Thomas Hoving.
En 1986, il épouse sa partenaire Anik Bissonnette et, ensemble, ils connaissent beaucoup de succès. Ils se rendent en Europe, aux États-Unis et en Australie et reçoivent des invitations spéciales pour participer au Festival de Spoleto en Italie ainsi qu'au Ballet de Toulouse en France.
Louis Robitaille se joint aux Grands Ballets Canadiens. Entre 1990 et 1996, année de son départ, il interprètra plus de 35 rôles. En 1994, Robitaille assure la direction artistique du Jeune Ballet du Québec et fonde une petite troupe de ballet de chambre, Bande à Part. Il fonde aussi, avec Anik Bissonnette, Danse-Théâtre de Montréal en 1995. Puis, en 1998, il est nommé directeur artistique de la troupe Les Ballets Jazz de Montréal.
Louis Robitaille reçoit en 1994 le prix Jacqueline Lemieux. Il devient officier de l'Ordre du Canada en 1995, et on lui présente l'Ordre du Québec en 1996. 
En 1998, il devient le directeur artistique de  Ballets Jazz de Montréal (BJM Montréal), un rôle qu'il occupera jusqu'en 2020. Très vite, son implication à titre de directeur artistique a eu un important impact sur les BJM Montréal. Fusionnant le style contemporain à une base néo-classique, il souhaite faire des BJM danse Montréal le lieu d'expression pour une nouvelle génération de chorégraphes et le point de convergence de diverses formes artistiques.

## Prix et distinctions
- 1996 : Chevalier de l'Ordre national du Québec
- 1996 : Officier de l'Ordre du Canada
- 1993 : Prix Jacqueline-Lemieux